# Kalāteh-ye Zanganeh
Kalāteh-ye Zanganeh (persiska: کلاته زنگنه) är en ort i Iran.   Den ligger i provinsen Khorasan, i den nordöstra delen av landet, 700 km öster om huvudstaden Teheran. Kalāteh-ye Zanganeh ligger 1 323 meter över havet och antalet invånare är 829.
Terrängen runt Kalāteh-ye Zanganeh är platt åt nordost, men åt sydväst är den kuperad.Runt Kalāteh-ye Zanganeh är det ganska glesbefolkat, med 25 invånare per kvadratkilometer. Närmaste större samhälle är Torbat-e Ḩeydarīyeh, 16,3 km väster om Kalāteh-ye Zanganeh. Trakten runt Kalāteh-ye Zanganeh består till största delen av jordbruksmark.